# فصل الآلية والسياسة
يُعدُّ الفصل بين الآلية والسياسة مبدأً في تصميم البرمجيات ضمن مجال علوم الحاسوب. ينص المبدأ على أن الآليات (وهي الأجزاء من تنفيذ النظام التي تتحكم في تصريح العمليات وتخصيص الموارد) لا ينبغي أن تُملِي أو تُقيِّد بشكل مفرط السياسات التي تُتخذ بناءً عليها القرارات المتعلقة بتفويض العمليات وتخصيص الموارد.
على الرغم من أن النقاش حول هذا المبدأ يكثر في سياق آليات الأمان (مثل المصادقة والتفويض)، فإن الفصل بين الآلية والسياسة ينطبق على مجموعة من مشكلات تخصيص الموارد (مثل جدولة وحدة المعالجة المركزية، تخصيص الذاكرة، وجودة الخدمة) وكذلك على تصميم التجريدات البرمجية.[بحاجة لمصدر]
قام بير برينش هانسن بطرح مفهوم الفصل بين السياسة والآلية في أنظمة التشغيل ضمن نظام RC 4000 متعدد البرمجة. وفي ورقة بحثية عام 1987، ناقش آرتسي وليفني نهجًا لتصميم نظام تشغيل يعتمد على "فصل صارم بين الآلية والسياسة". وفي مقال نُشر عام 2000، وصف تشيرفيناك وآخرون مبادئ حيادية الآلية وحيادية السياسة.